# (8783) Gopasyuk
(8783) Gopasyuk est un astéroïde de la ceinture principale.

## Description
(8783) Gopasyuk est un astéroïde de la ceinture principale. Il fut découvert le 13 mars 1977 à Naoutchnyï par Nikolaï Tchernykh. Il présente une orbite caractérisée par un demi-grand axe de 2,29 UA, une excentricité de 0,15 et une inclinaison de 5,2° par rapport à l'écliptique.

## Compléments